# 扬·科扎克
扬·科扎克（1954年4月17日—），斯洛伐克男子足球运动员，司职中场。他曾代表捷克斯洛伐克国家队参加1980年欧洲足球锦标赛和1982年国际足联世界杯，其中1980年欧锦赛获得季军。